# 燕厦河
燕厦河，位于中国湖北省通山县东南部，是富水右岸支流，上游分东、西两支，西支为主干，发源于通山县洪港镇西南，鄂赣交界的深山密林，东北流至杨林铺转向东，进入河谷平畈地带，至河贤与东支洪大源汇合，转北流，至洪港镇以北2千米的大田，水面宽骤增至300～700米，原燕厦河下游长21.6千米河段现已成为富水水库南库区。河长31.4千米，流域面积366平方千米。